# 胡士造 (成泰進士)

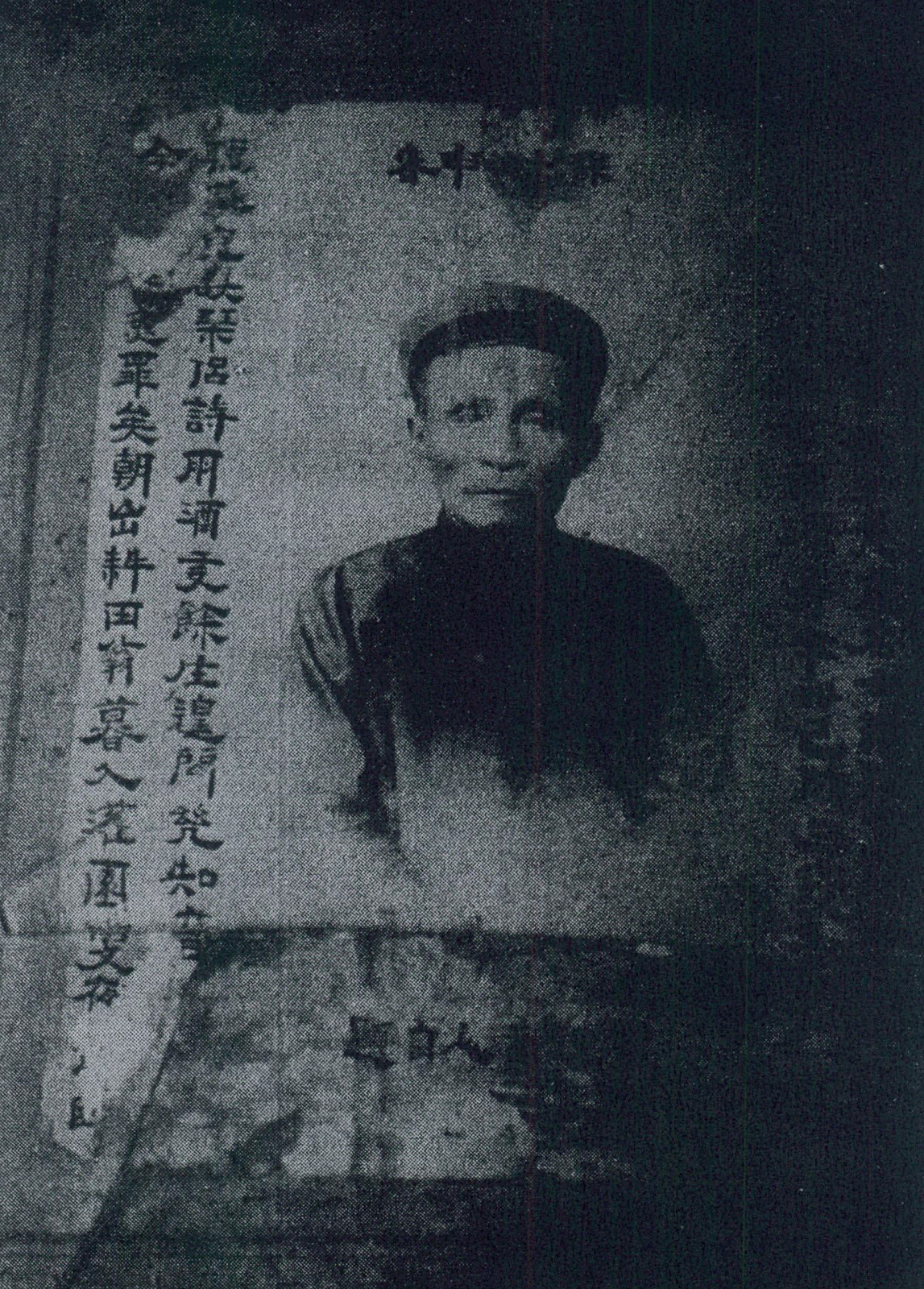
胡士造像

胡士造（越南语：／，1869年—1934年），越南阮朝官員。

## 生平
胡士造是平定省安仁府綏福縣安美總和居村（今屬平定省綏福縣福義社）人，嗣德二十二年（1869年）出生。成泰三年（1891年），胡士造參加平定場鄉試，考中舉人。後任綏和教授。成泰十六年（1904年），庭試考中第三甲同進士出身。初授吏部承派。成泰十九年（1907年），出為新定知縣。次年（1908年），中圻民變爆發，胡士造帶領民眾向歸仁公使陳情，結果被殖民政府下令鎮壓。事後胡士造被撤職判刑。啟定五年（1920年），阮廷恢復胡士造的職銜。
保大九年（1934年），胡士造去世，壽六十六歲。